# Санди Ривера
Санди Ривера (на английски: Sandy Rivera) е американски хаус DJ, продуцент и собственик на лейбъл. Роден е в Ню Йорк, понастоящем живее в Ню Джърси.
Кариерата му на DJ започва в испанския квартал, когато е на 13 години. През 1992 г. започва да продуцира хаус. Работил е под много различни псевдоними като Kings of Tomorrow, Soul Vision и Mysterious People, както самостоятелно, така и заедно с други DJ.
Най-известното парче на Ривера е „Finally“, издадено от него през 2000 г. под името Kings of Tomorrow. Сингълът има много успехи в UK Top 40 (номер 24), в Билборд (номер 17) и бива включено в компилации на Ministry of Sound, Warner Music и др. Включен е в първия албум „It's in the Lifestyle“ на Kings of Tomorrow, от който е и парчето „Young Hearts“. Вторият им албум „Trouble“ излиза през 2005 г. За него Ривера казва, че това е първата му продукция, в която не е използвал семпли.
Псевдонимът му Kings of Tomorrow е предпочитан от Ривера за синглите, предназначени за радиоефира, докато истинското му име е за клубната сцена.